# Cryptolestes spartii
Cryptolestes spartii là một loài bọ cánh cứng trong họ Laemophloeidae. Loài này được Curtis miêu tả khoa học năm 1834.

## Hình ảnh

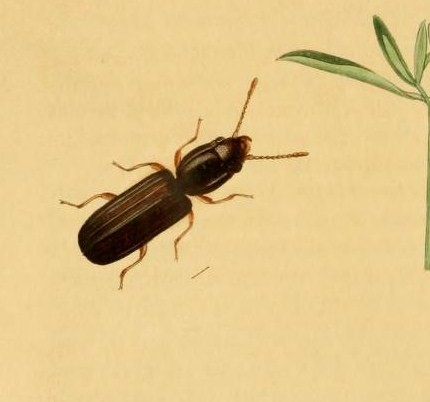